# Pavol Masaryk
Pavol Masaryk (Radimov, 11 febbraio 1980) è un calciatore slovacco, attaccante dello Skalica.
Due volte capocannoniere del campionato slovacco (2009 e 2012), ha vinto un campionato slovacco (2009), una Coppa di Slovacchia (2009) e una Supercoppa di Slovacchia (2010).

## Caratteristiche tecniche
È un attaccante centrale.

## Carriera

### Club
Arriva tardi al calcio professionistico: a 23 anni è tesserato dallo Spartak Trnava, club di massima divisione slovacca. Segna 10 reti in due stagioni, venendo acquistato dallo Slovan Bratislava: in cinque stagioni firma 56 gol in campionato, vince un campionato slovacco, una Coppa e una Supercoppa nazionale, inoltre è capocannoniere del torneo 2009 con 15 reti. Le sue prestazioni attirano i ciprioti dell'AEL Limassol che nell'estate del 2010 se ne assicurano le prestazioni. Stenta a Cipro, segnando un solo gol in sette mesi - la rete del 3-0 contro il Doxa, match datato 18 dicembre 2010, pochi minuti dopo esser entrato in campo a circa dieci minuti dal termine della sfida - prima di firmare con il Wisla Cracovia nel febbraio 2011 a titolo gratuito. Gioca poco e non va in gol nell'Ekstraklasa. Nell'estate 2011, il Ruzomberok ne acquista il cartellino.
Masaryk mette a segno 18 marcature in 32 incontri di campionato, vincendo il titolo di capocannoniere del torneo per la seconda volta: degna di nota la tripletta realizzata in casa dello ViOn Z.M. (3-5). La stagione seguente gioca per il Senica: dopo 8 presenze e 2 gol, dopo un'ultima rete siglata il primo settembre 2012 contro l'AS Trenčín (1-1) dopo esser entrato nel secondo tempo, durante lo stesso incontro deve uscire dal campo per infortunio al 78'. La sua stagione termine e a luglio 2013 il Senica non gli rinnova il contratto.
A un solo anno dal titolo di capocannoniere, Masaryk si ritrova senza squadra. Resta fermo per un anno e mezzo, fino a quando il Ruzomberok gli dà una seconda possibilità nel gennaio 2015: l'attaccante ripaga la fiducia del club con una doppietta all'esordio proprio contro l'ex Senica (2-1), mettendo a segno le reti che capovolgono lo svantaggio iniziale, anche in questo caso dopo esser entrato dalla panchina. A fine anno conta 9 reti in 14 partite di campionato. Nella stagione 2015-2016 è confermato nella rosa del Ruzomberok: marca una sola rete in sei mesi, mettendone a segno sei in coppa di Slovacchia. A gennaio 2016 si trasferisce allo Skalica.

## Palmarès

### Club

#### Competizioni individuali
- Campionato slovacco: 1

Slovan Bratislava: 2008-2009
- Slovenský Superpohár: 1

Slovan Bratislava: 2009
- Slovenský Pohár: 1

Slovan Bratislava: 2009-2010

### Individuale
- Capocannoniere della Superliga: 2

2008-2009 (15 reti), 2011-2012 (18 reti)